# Rumunia na Letnich Igrzyskach Olimpijskich 1928
Reprezentacja Rumunii na Letnich Igrzyskach Olimpijskich 1928 w Amsterdamie składała się z 21 zawodników: 13 lekkoatletów (w tym dwie kobiety) i 8 szermierzy, obie te reprezentacje debiutowały na igrzyskach olimpijskich. Po raz pierwszy w historii rumuńskich startów na igrzyskach w reprezentacji wystąpiły kobiety. Dla wszystkich zawodników i zawodniczek oprócz Denisa Dolesko były to jedyne starty w letnich igrzyskach olimpijskich. Rumunia na Letnie Igrzyska Olimpijskie 1932 w Los Angeles nie wystawiła, żadnych sportowców.
Reprezentacja Rumunii nie zdobyła żadnego medalu i podobnie jak 12 innych reprezentacji nie była sklasyfikowana w klasyfikacji medalowej. Były to drugie, wliczając nieoficjalny występ na igrzyskach w 1900, a zarazem ostatnie letnie igrzyska olimpijskie, na których wystąpili sportowcy z Rumunii i nie wywalczyli przynajmniej jednego medalu olimpijskiego.

## Wyniki

### Lekkoatletyka
Reprezentacja Rumunii w lekkoatletyce zadebiutowała na tych igrzyskach olimpijskich. Na igrzyskach w Amsterdamie po raz pierwszy w historii lekkoatletyki na letnich igrzyskach olimpijskich wystąpiły kobiety w tym dwie Rumunki. Lekkoatleci z Rumunii odpadli w większości konkurencji w kwalifikacjach. Dla wszystkich zawodników i zawodniczek były to jedyne występy na igrzyskach olimpijskich.
Mężczyźni
- Lothar Albrich
- Vintilă Cristescu
- Gheorghe Csegezi
- Ion David
- Alexandru Fritz
- Ion Haidu
- Virgil Ioan
- Ladislau Peter
- Otto Rottman
- Tiberiu Rusu
- Otto Schöpp

Kobiety
- Berta Jikeli
- Irina Orendi

| Zawodnik       | Pierwsza runda | Miejsce | Ćwierćfinał | Miejsce | Półfinał | Miejsce | Finał | Miejsce |
| -------------- | -------------- | ------- | ----------- | ------- | -------- | ------- | ----- | ------- |
| Ladislau Peter | ?              | 3       |             |         |          |         |       | 33      |

| Zawodnik       | Pierwsza runda | Miejsce | Ćwierćfinał | Miejsce | Półfinał | Miejsce | Finał | Miejsce |
| -------------- | -------------- | ------- | ----------- | ------- | -------- | ------- | ----- | ------- |
| Ladislau Peter | ?              | 6       |             |         |          |         |       | 57      |

| Zawodnik          | Finał        | Miejsce |
| ----------------- | ------------ | ------- |
| Vintilă Cristescu | Nie ukończył |         |

| Zawodnik       | Pierwsza runda | Miejsce | Półfinał | Miejsce | Finał | Miejsce |
| -------------- | -------------- | ------- | -------- | ------- | ----- | ------- |
| Lothar Albrich | ?              | 4       |          |         |       | 28      |
| Otto Schöpp    | ?              | 5       |          |         |       | 37      |

| Zawodnik     | Eliminacje | Miejsce | Finał | Miejsce |
| ------------ | ---------- | ------- | ----- | ------- |
| Otto Schöpp  | 1,70 m     | 28      |       | 28      |
| Tiberiu Rusu | 1,70 m     | 28      |       | 28      |

| Zawodnik        | Eliminacje | Miejsce | Finał | Miejsce |
| --------------- | ---------- | ------- | ----- | ------- |
| Ion David       | 12,82 m    | 16      |       | 16      |
| Alexandru Fritz | 12,55 m    | 19      |       | 19      |

| Zawodnik  | Eliminacje | Miejsce | Finał | Miejsce |
| --------- | ---------- | ------- | ----- | ------- |
| Ion David | 37,49 m    | 28      |       | 28      |

| Zawodnik     | Eliminacje | Miejsce | Finał | Miejsce |
| ------------ | ---------- | ------- | ----- | ------- |
| Otto Rottman | 50,93 m    | 27      |       | 27      |

| Zawodnik         | 100 m | P.    | M. | Skok w dal | P.     | M. | Pchnięcie kulą | P.  | M. | Skok wzwyż | P.  | M. | 400 m | P.     | M. | 110 m ppł. | P.  | M. | Rzut dyskiem | P.     | M. | Skok o tyczce | P.  | M. | Rzut oszczepem | P.      | M. | 1500 m | P.    | M. | Suma              | Miejsce           |
| ---------------- | ----- | ----- | -- | ---------- | ------ | -- | -------------- | --- | -- | ---------- | --- | -- | ----- | ------ | -- | ---------- | --- | -- | ------------ | ------ | -- | ------------- | --- | -- | -------------- | ------- | -- | ------ | ----- | -- | ----------------- | ----------------- |
| Gheorghe Csegezi | 11,8  | 714,4 | 16 | 6,01       | 610,45 | 29 | 9,45           | 411 | 36 | 1,60       | 538 | 28 | 55,6  | 721,76 | 23 | 20,0       | 525 | 29 | 26,20        | 277,62 | 33 | 3,00          | 487 | 21 | 31,85          | 198,375 | 27 | 5:03,8 | 598,0 | 13 | 5081,605          | 26                |
| Ion Haidu        | 12,2  | 619,2 | 31 | 5,74       | 544,30 | 34 | 10,51          | 517 | 29 | 1,60       | 538 | 28 | 59,4  | 578,88 | 32 | 20,4       | 487 | 31 | 31,59        | 482,44 | 24 |               |     |    |                |         |    |        |       |    | niesklasyfikowany | niesklasyfikowany |
| Virgil Ioan      | 12,4  | 571,6 | 34 |            |        |    |                |     |    |            |     |    |       |        |    |            |     |    |              |        |    |               |     |    |                |         |    |        |       |    | niesklasyfikowany | niesklasyfikowany |

Punkty policzone według ówczesnej tabel dziesięcioboju.
| Zawodniczka  | Eliminacje | Miejsce | Finał | Miejsce |
| ------------ | ---------- | ------- | ----- | ------- |
| Irina Orendi | 1,35 m     | 20      |       | 20      |

| Zawodniczka  | Eliminacje | Miejsce | Finał | Miejsce |
| ------------ | ---------- | ------- | ----- | ------- |
| Berta Jikeli | 28,19 m    | 18      |       | 18      |

### Szermierka
Na Igrzyskach Olimpijskich 1928 w Amsterdamie zadebiutowała również reprezentacja szermiercza. Mimo że podczas zawodów szermierczych rozgrywano również konkurencje kobiecie, w składzie ekipy rumuńskiej nie było żadnej zawodniczki. 
W zawodach zdominowanych przez Francję, Włochy i Węgry, Rumuni zajmowali miejsca w końcu stawki odpadając zazwyczaj w pierwszej rundzie, aczkolwiek zajmując często najwyższe lokaty wśród zawodników, którzy nie zakwalifikowali się do dalszej rundy. Wśród rumuńskich szermierzy tylko Denis Dolecsko wystąpił na Igrzyskach Olimpijskich 1936 w Berlinie.
Mężczyźni
- Gheorghe Caranfil
- Nicolae Caranfil
- Denis Dolecsko
- Dan Gheorghiu
- Răzvan Penescu
- Mihai Raicu
- Ion Rudeanu
- Mihai Savu

| Zawodnik          | Przeciwnicy 1 runda | Miejsce | Przeciwnicy półfinał | Miejsce | Finały | Miejsce |
| ----------------- | --- | ------- | --- | ------- | ------ | ------- |
| Mihai Savu        | Roger Ducret 1:5 Dernell Every 4:5 Ivar Tingdahl 5:3 Richard Brünner 1:5 Joseph Misrahi 5:3 Julius Thomson 5:0 Armando Alemán 5:1 | 3       | Oreste Puliti 0:5 Roger Ducret 0:5 György Rozgonyi 2:5 Bertil Uggla 5:2 Saul Moyal 5:4 Pierre Pêcher 4:5 Dernell Every 5:4 | 5       |        | 13      |
| Gheorghe Caranfil | Philippe Cattiau 1:5 Kurt Ettinger 0:5 Raymond Bru 3:5 Kim Bærentzen 4:5 Jacob Bergsland4:5 Torvald Appelroth 3:5                 | 7       | |         |        | 49      |

| Zawodnicy                                                                   | Przeciwnicy 1 runda                        | Miejsce | Przeciwnicy ćwierćfinał | Miejsce | Przeciwnicy półfinał | Miejsce | Finały | Miejsce |
| --------------------------------------------------------------------------- | ------------------------------------------ | ------- | ----------------------- | ------- | -------------------- | ------- | ------ | ------- |
| Nicolae Caranfil, Dan Gheorghiu, Gheorghe Caranfil, Mihai Savu, Ion Rudeanu | Francja 1:15 Dania 5:11 Niemcy 8:8 (60:55) | 3       |                         |         |                      |         |        | 15      |

| Zawodnik          | Przeciwnicy 1 runda | Miejsce | Przeciwnicy ćwierćfinał | Miejsce | Przeciwnicy półfinał | Miejsce | Finały | Miejsce |
| ----------------- | --- | ------- | --- | ------- | -------------------- | ------- | ------ | ------- |
| Răzvan Penescu    | Léon Tom 1:0 Armand Massard 1:0 Peter Ryefelt 0:1 Oscar Martínez 1:0 Allan Milner 1:0 Jan Černohorský 0:1 Konstantinos Bembis 1:0 Arie de Jong 1:0 Frithjof Lorentzen 1:0 | 3       | Lucien Gaudin 1:0 Frederico Paredes 0:1 Hans Halberstadt 0:1 Saul Moyal 0:1 Willem Driebergen 0:1 Charles Debeur 1:0 Henri Jacquet 1:0 Gustaf Dyrssen 0:1 Oscar Martínez 1:1 Peter Ryefelt 1:0 Martin Holt 0:1 | 8       |                      |         |        | 23      |
| Dan Gheorghiu     | Lucien Gaudin 0:1 Édouard Fitting 0:1 Charles Delporte 0:1 Theodor Fischer 1:0 Frederico Paredes0:1 Bertie Childs 0:1 Elie Adda 1:0 Georgios Ambet 1:0 José Llauro 1:0    | 7       | |         |                      |         |        | 37      |
| Gheorghe Caranfil | Nils Hellsten 0:1 George Calnan 0:1 Eugène Empeyta 0:1 Ivan Osiier 0:1 János Hajdú 0:1 Fritz Jack 1:0 František Kříž 0:1 Pieter Mijer 0:1 Torvald Appelroth 1:0           | 9       | |         |                      |         |        | 53      |

| Zawodnicy                                                                 | Przeciwnicy 1 runda | Miejsce | Przeciwnicy ćwierćfinał        | Miejsce | Przeciwnicy półfinał | Miejsce | Finały | Miejsce |
| ------------------------------------------------------------------------- | ------------------- | ------- | ------------------------------ | ------- | -------------------- | ------- | ------ | ------- |
| Mihai Savu, Gheorghe Caranfil, Răzvan Penescu, Dan Gheorghiu, Ion Rudeanu | Niemcy 7:9          | 2       | Belgia 6:9 Czechosłowacja 6:10 | 3       |                      |         |        | 9       |

| Zawodnik       | Przeciwnicy 1 runda                                                                                           | Miejsce | Przeciwnicy półfinał | Miejsce | Finały | Miejsce |
| -------------- | --- | ------- | --- | ------- | ------ | ------- |
| Denis Dolecsko | Sándor Gombos 1:5 Arturo De Vecchi 3:5 Édouard Yves 2:5 Tomás Goyoaga 1:5 Asen Lekarski 2:5                   | 3       | Bino Bini 3:5 Ödön Tersztyánszky 2:5 Jan van der Wiel 3:5 Roger Ducret 1:5 Jens Berthelsen 0:5 Heinrich Moos 4:5 Henri Brasseur 5:3 | 7       |        | 19      |
| Mihai Raicu    | Gustavo Marzi 2:5 Ödön Tersztyánszky 2:5 Hans Thomson 1:5 Efrain Díaz 1:5 Joaquín García 5:1 Enver Balkan 5:2 | 4       | |         |        | 25      |